# Iso Katiskajärvi
Iso Katiskajärvi och Pieni Katiskajärvi, eller Katiskajärvet är sjöar i Finland. De ligger i kommunen Kittilä i landskapet Lappland, i den norra delen av landet, 800 km norr om huvudstaden Helsingfors. Katiskajärvet ligger 201,9 meter över havet. Arean är 10,5 hektar och strandlinjen är 1,67 kilometer lång. Sjön  ingår i Kemi älvs huvudavrinningsområde. 